# Euphyia subvinosa
Euphyia subvinosa là một loài bướm đêm trong họ Geometridae.